# Klinopisni luvijski
Klinopisni luvijski (ISO 639 identifier: xlu; nazivan i zapadnoluvijski), jedan od četiri staroanatolijska jezika. Govorio se na području države Arzave na jugozapadu Male Azije u 2. tisućljeću prije Krista.
Postoji na njemu samo fragmentarno nekoliko tekstova iz hetitske Hattuše.